# Eustochia Smeralda Calafato

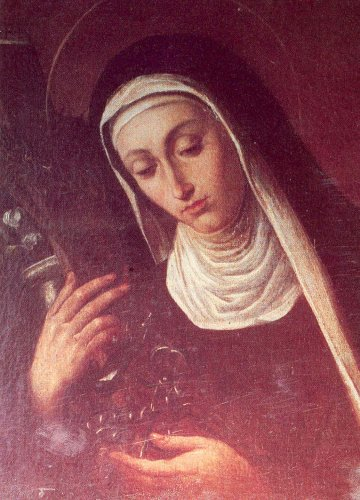
Eustochia Calafato

Eustochia Smeralda Calafato (bürgerlich: Smeralda Calafato, * 25. März 1434 in Messina; † 20. Januar 1485 ebenda) war eine italienische Ordensfrau. Sie wird in der römisch-katholischen Kirche als Heilige verehrt.

## Leben
Smeralda Calafato schloss sich 1449 in Basico dem Klarissenorden an und nahm den Ordensnamen Eustochia an. Als Ordensfrau führte sie eine strenge Askese und widmete sich besonders der Selbstkasteiung. 1464 gründete sie mit der Erlaubnis des Papstes das Konvent Montevergine, dessen Äbtissin Eustochia war. Das von ihr verfasste Buch des Leidens gibt Zeugnis von ihrer Liebe zum gekreuzigten Herrn.
Sie wurde 1782 von Papst Pius VI. selig- und 1988 von Papst Johannes Paul II. heiliggesprochen. Ihr Gedenktag ist der 20. Januar.